# Hispasat 136W-1
O Hispasat 136W-1, anteriormente chamado de Hispasat 1D, Hispasat 30W-4 e Hispasat 143W-1, é um satélite de comunicação geoestacionário espanhol construído pela Alcatel Space que está localizado na posição orbital de 136 graus de longitude oeste e é operado pela Hispasat. O satélite foi baseado na plataforma Spacebus-3000B2 e sua expectativa de vida útil era de 15 anos. A programação transmitida pelo satélite é direcionada principalmente para os moradores da Península Ibérica.

## Lançamento
O lançamento do satélite ao espaço ocorreu com sucesso no dia 18 de setembro de 2002, por meio de um veículo Atlas IIAS, a partir da Estação da Força Aérea de Cabo Canaveral, na Flórida, EUA. Ele tinha uma massa de lançamento de 3.250 kg.

## Capacidade do satélite
O Hispasat 136W-1 está equipado com 28 transponders em banda Ku e vários transponders em banda X. Quarto satélite de comunicações da Espanha com destino ao uso governamental, comercial e militar.

## Cobertura
Após o seu lançamento e testes em órbita, foi colocado em órbita geoestacionária a 30° oeste, de onde presta serviços de comunicação para a Europa e América. Espera-se que permaneça em serviço pelo menos até 2017.